# Natale in Finlandia

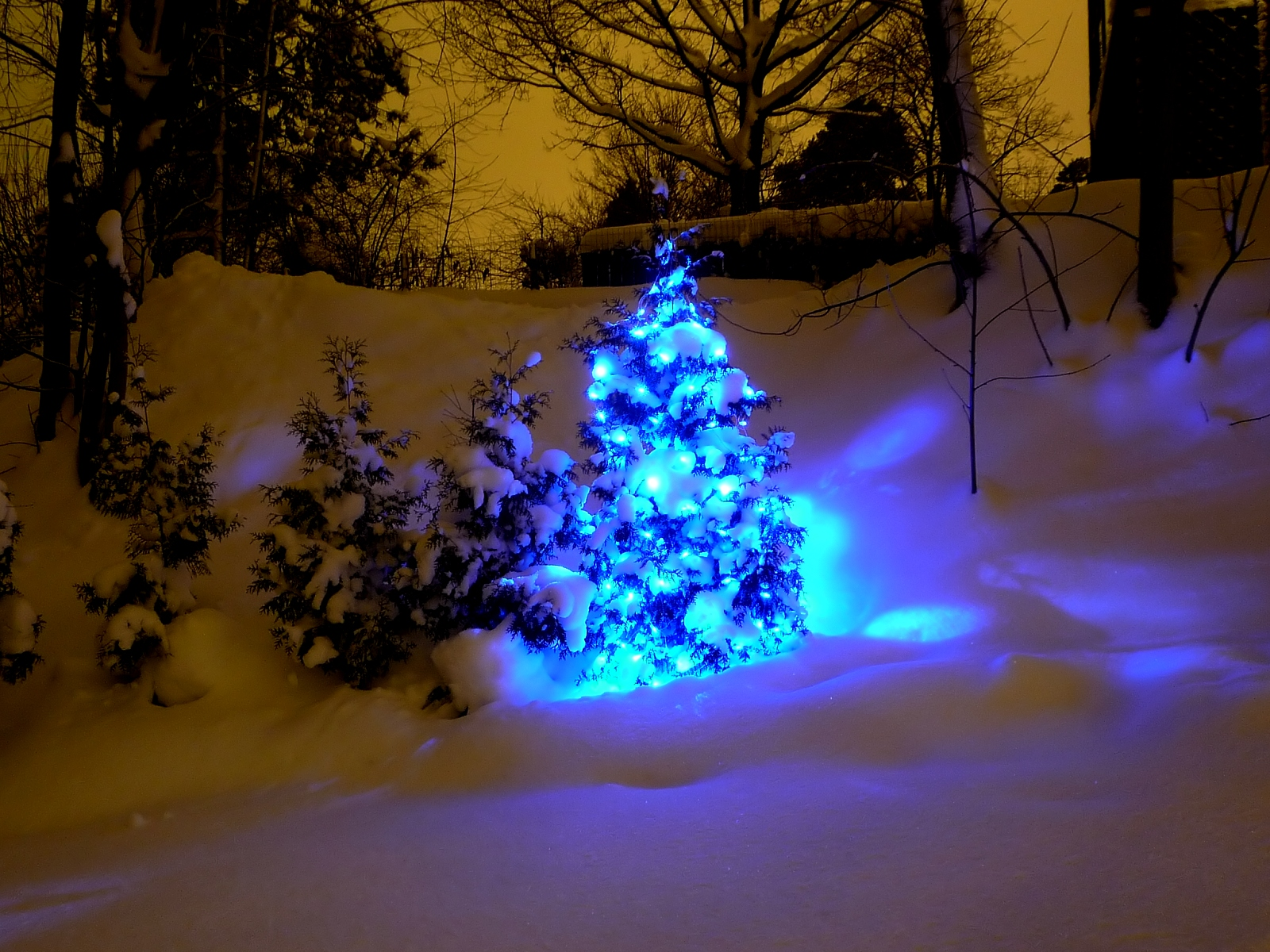
Tipico paesaggio finlandese durante il periodo natalizio

Questa voce descrive le principali tradizioni natalizie della Finlandia, oltre agli aspetti storici e socio-economici della festa.

## Informazioni generali
A differenza degli altri Paesi, dove le festività terminano ufficialmente con l'Epifania, in Finlandia, come in Svezia e parte della Norvegia, si chiudono ufficialmente il 13 gennaio, giorno di San Canuto.
In Finlandia si riscontrano varie tradizioni d'importazione, in particolare dalla Svezia, come l'adozione della festa di Santa Lucia.
La Finlandia è anche notoriamente considerata il luogo dove vive Babbo Natale (anche se si tratta di un'invenzione dai risvolti prettamente commerciali; v. le sezioni "Joulupukki" e Santa Claus Village).

## Il termine per "Natale" in finlandese
Il termine usato in finnico per indicare il Natale è joulu.
Si tratta di un prestito dalle lingue germaniche settentrionali (cfr. dan., norv., sved. jul e isl. jól): in particolare il termine deriverebbe dal tardo antico nordico joulo. Collegato a questo termine, ma di origine probabilmente più antica (deriverebbe infatti dal protonordico jiuh(u)la), è il termine juhla, che significa "festa" (si veda il composto joulujuhla).
Dal termine per "Natale", deriva in finnico anche quello del nome per "dicembre", ovvero joulukuu (dove kuu significa "mese").
La formula di augurio tradizionale per le feste è Hyvää Joulua!.
Bisogna però considerare che in Finlandia esiste anche una parte di popolazione di madrelingua svedese, per la quale "Natale" è jul e l'augurio di un buon Natale è God Jul!.

## Tradizioni

### Santa Lucia
Come in Svezia (v. Natale in Svezia#Santa Lucia), anche in Finlandia si celebra il 13 dicembre, giorno dedicato a Santa Lucia, con una processione di ragazze vestite di bianco, una delle quali indossa in testa una corona decorata con candele e piante sempreverdi e distribuisce dolcetti.

### Pikkujoulu
Un'altra tradizione dell'Avvento è il Pikkujoulu, ovvero "Piccolo Natale", che consiste in una serie di festeggiamenti in casa o nel luogo di lavoro a base di bevute, scherzi, ecc.
La tradizione si diffuse in ambito studentesco a partire dagli anni venti e trenta del XX secolo.

### Pace di Natale

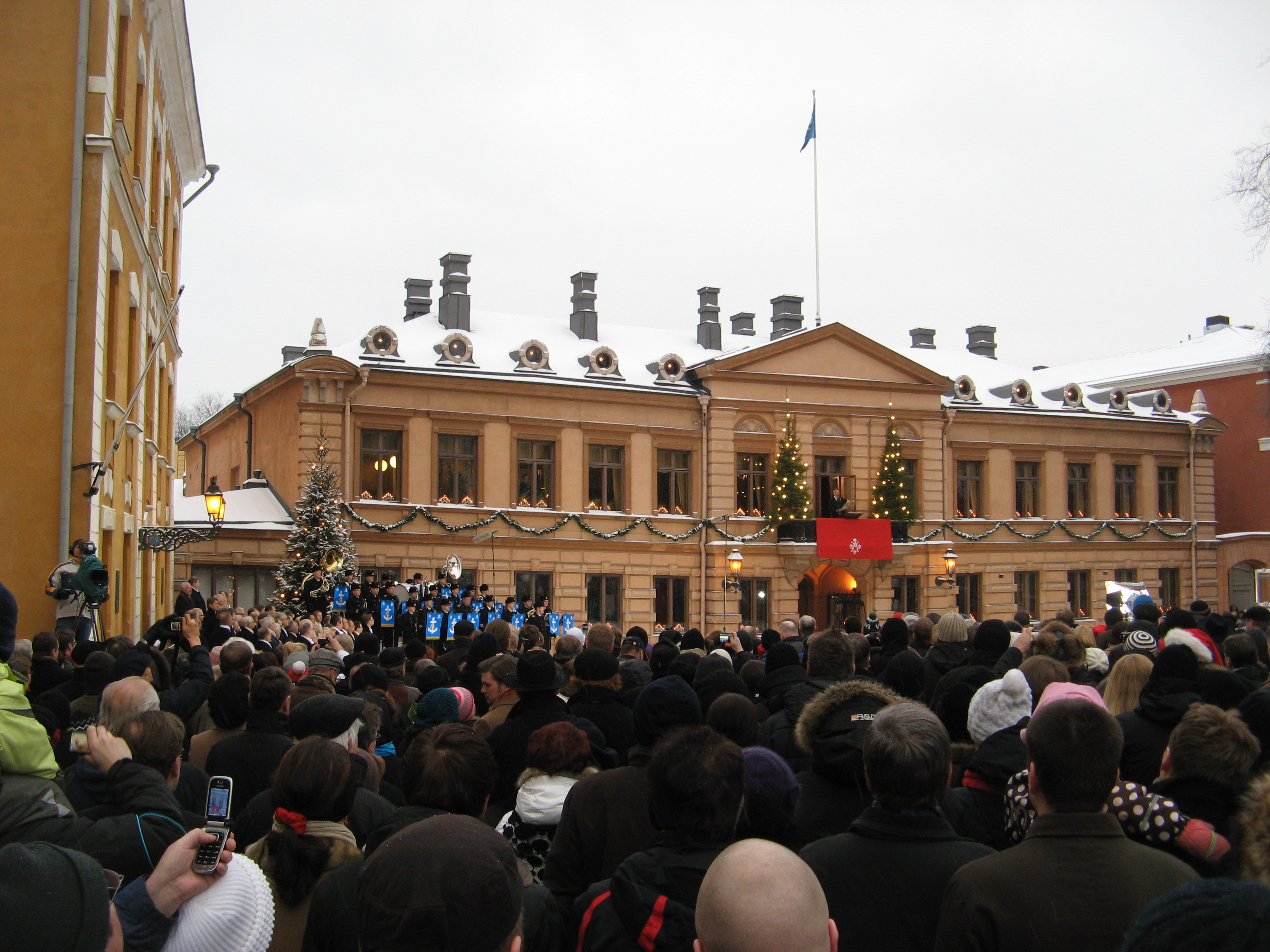
Proclamazione della Pace di Natale a Turku

Il 24 dicembre, giorno della Vigilia di Natale, viene pronunciata dal sindaco di molte città, la cosiddetta "Pace di Natale".
La pace di Natale più famosa è quella di Turku (l'antica capitale della Finlandia), l'unica ad essere trasmessa in diretta televisiva, e che è databile sin dal XIII secolo.
La cerimonia si conclude con l'esecuzione dell'inno nazionale della Finlandia.
La "pace di Natale" dà inizio alle celebrazioni del Natale: tra le disposizioni della "pace di Natale", vi è il divieto di usare armi da fuoco il 24 e il 25 dicembre.
Tra le tradizioni tipiche della Vigilia di Natale (jouluaatto) in Finlandia, vi è la visita dei cari defunti.
|  |

### Personaggi del folclore

#### Joulupukki

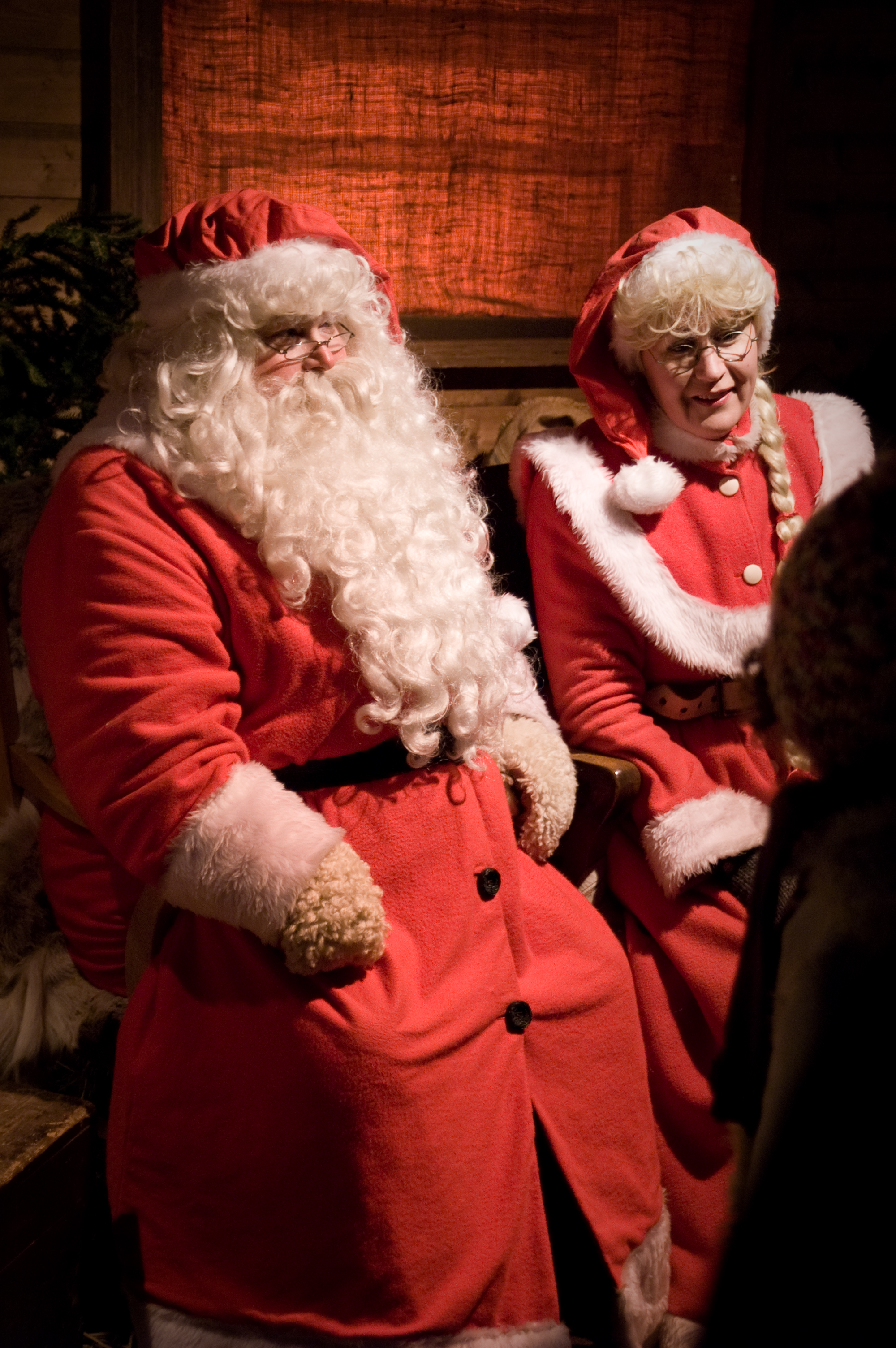
Babbo Natale in Finlandia

Un tempo, in Finlandia il tradizionale portatore di doni era una figura piuttosto spaventosa, il "caprone di Natale" (in finlandese: joulupukki; cfr. sved. julbock).
In seguito il termine joulupukki è passato, per associazione di idee, ad indicare Babbo Natale/Santa Claus, ormai riconosciuto in tutto il mondo come il tradizionale portatore di doni natalizi.
Negli anni venti del XX secolo, uno speaker radiofonico finlandese, Markus Rautio, iniziò a diffondere l'idea che Babbo Natale vivesse nella Lapponia finlandese, segnatamente a Korvatunturi. La raffigurazione di Santa Claus, una sorta di folletto che guida una slitta trainata da renne, ben si adattava, infatti, a quell'ambientazione.
Così, in seguito è stato creato in quei luoghi il Santa Claus Village, ovvero quello che si ritiene essere l'ufficio di Babbo Natale, aiutato nei suoi compiti dagli "elfi" (tontut).

### Decorazioni
Oltre alle decorazioni riscontrabili anche negli altri Paesi, in Finlandia si usa decorare i soffitti con lo himmeli.

## Gastronomia

### Joulupöytä

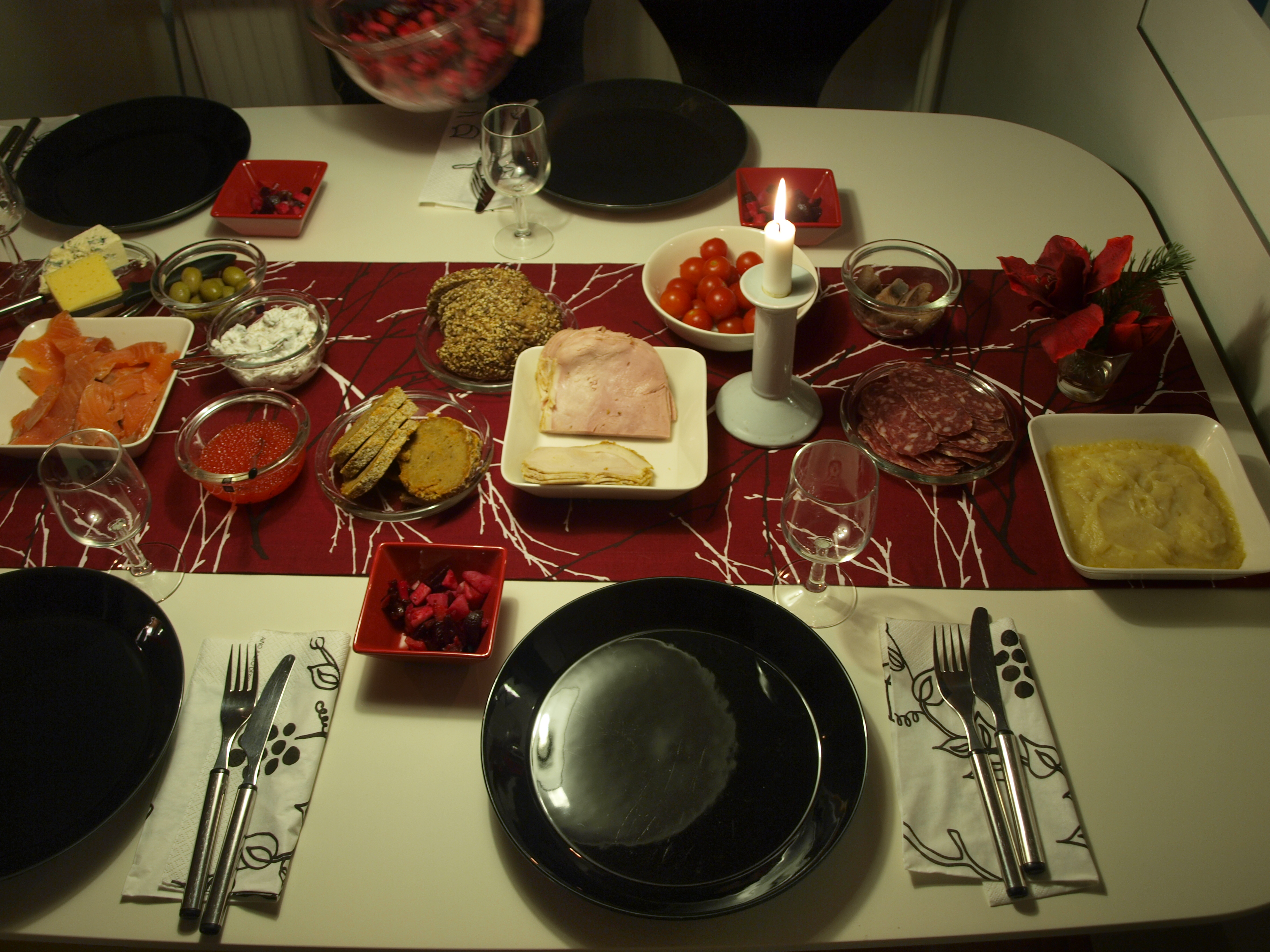
Joulupöytä

Il tipico menu delle Feste in Finlandia chiamato Joulupöytä è costituito da pasticcio di carne e di pesce, stoccafisso, stufato di renna al forno con bacche rosse, insalata di aringhe e formaggi (tra cui il formaggio di mucca).

### Joulukinkku
Un piatto tradizionale è lo joulukinkku, il "prosciutto di Natale", originario della Svezia. Questo piatto è attestato sin dal XVIII secolo e si è diffuso sin dal XIX secolo.
|  |

### Dolci

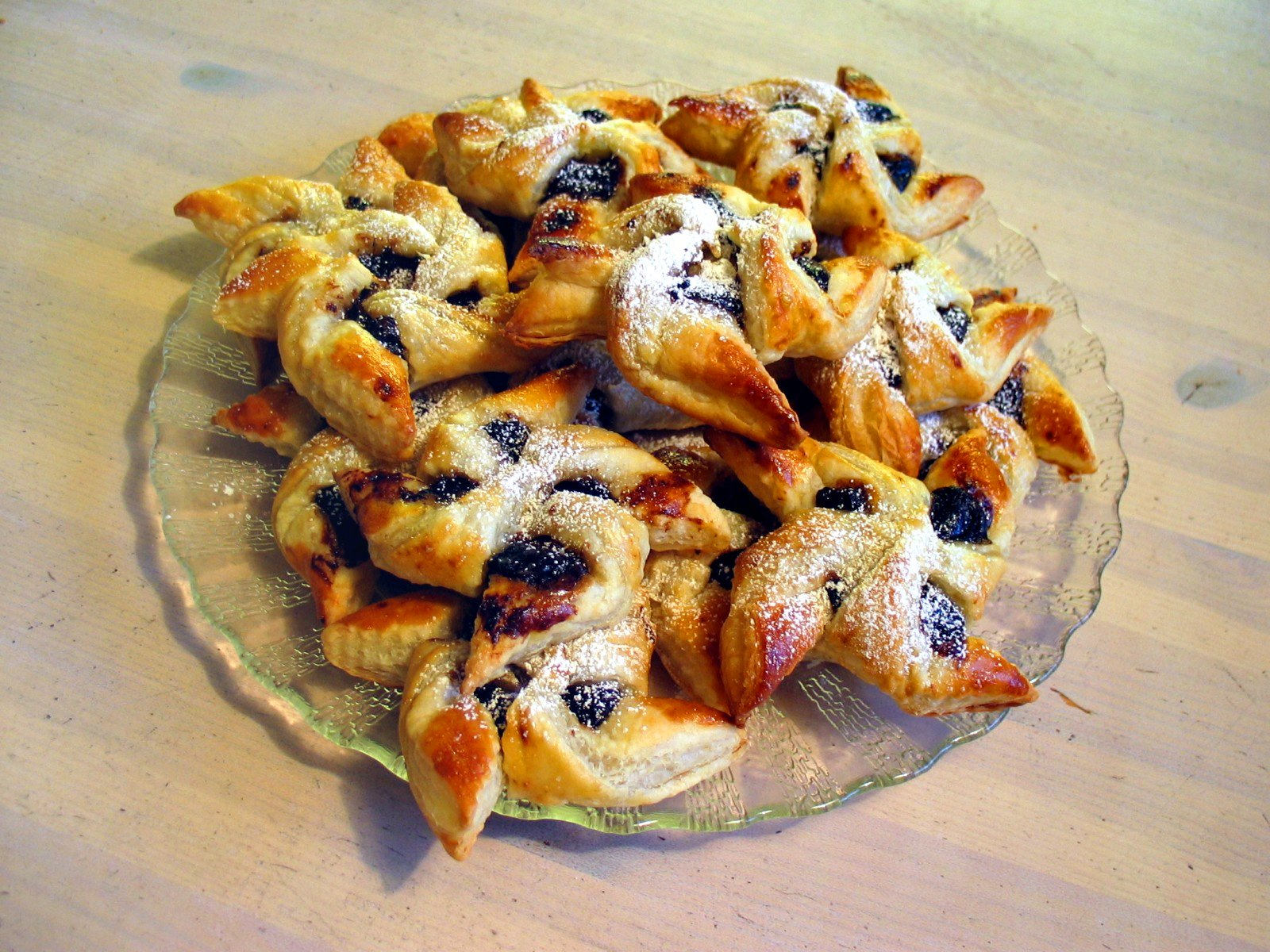
La joulutorttu ("torta di Natale")

#### Joulutorttu
Un dolce tipico delle Feste è la joulutorttu ("torta di Natale"), un dolce di pasta sfoglia farcito di marmellata alle prugne.

#### Pudding di riso
Un altro dolce tipico delle Feste è il pudding di riso. Tradizionalmente, si usa infilare in questa pietanza una mandorla, che dovrebbe portare fortuna a chi la trova.

## Canzoni natalizie

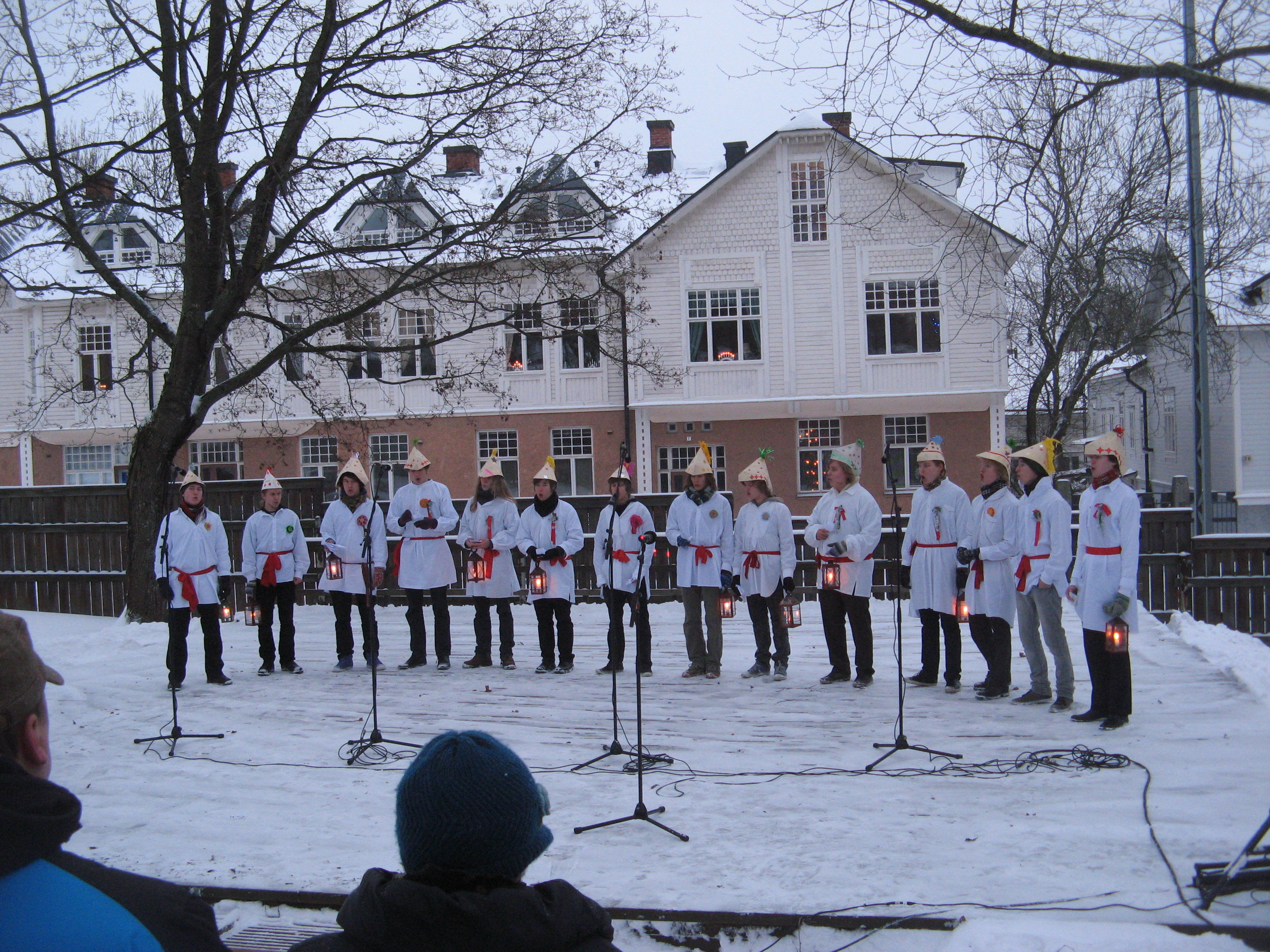
Esecuzione di canti natalizi a Turku

### Canti natalizi tradizionali originari della Finlandia
Sono originari della Finlandia i seguenti canti natalizi:
- Joulupukki, joulupukki, scritta da Pekka Juhani Hannikainen[12]
- Joulupuu on rakennettu, scritta da G. O. Schöneman[13]

### Adattamenti di canzoni natalizie di altri Paesi
- Oi, kuusipuu (adattamento del canto natalizio tedesco O Tannenbaum)[14]
- Petteri Punakuono (adattamento di Rudolph the Red-Nosed Reindeer)[5]

## Aspetti socio-economici

### Il Santa Claus Village

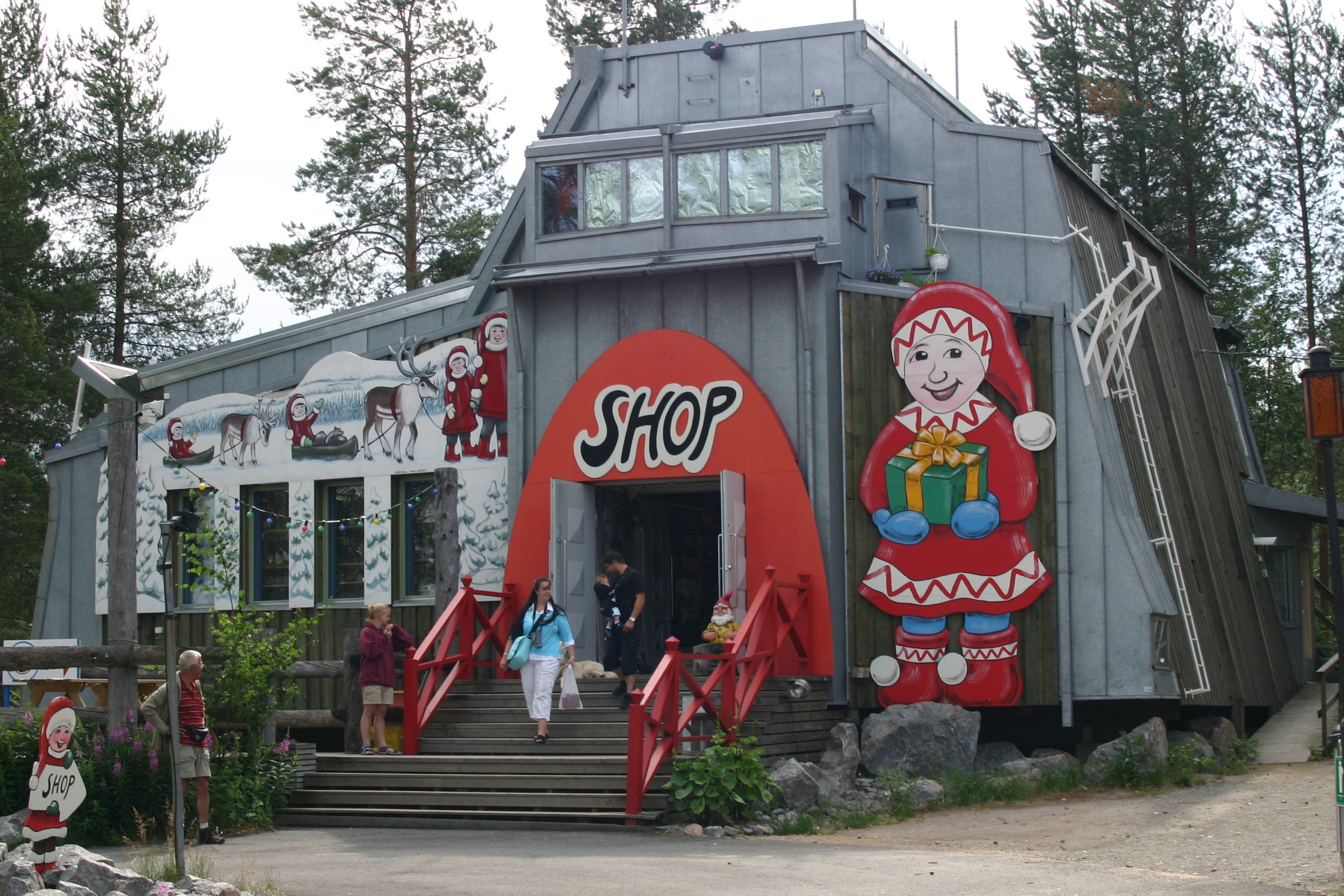
Negozio nel Santa Claus Village

Il Santa Claus Village, creato nei dintorni di Rovaniemi (v. anche la sezione "Joulupukki"), è diventato un'importante risorsa per il turismo in Finlandia, con un numero di visitatori che si aggira intorno ai 500.000 l'anno.
Sono inoltre centinaia di migliaia le lettere a "Babbo Natale" che vengono indirizzate qui ogni anno dai bambini di tutto il mondo.

## Il Natale in Finlandia nella cultura di massa
- Christmas in Finland è il titolo di un episodio della serie britannica Teletubbies[16]

## Galleria d'immagini

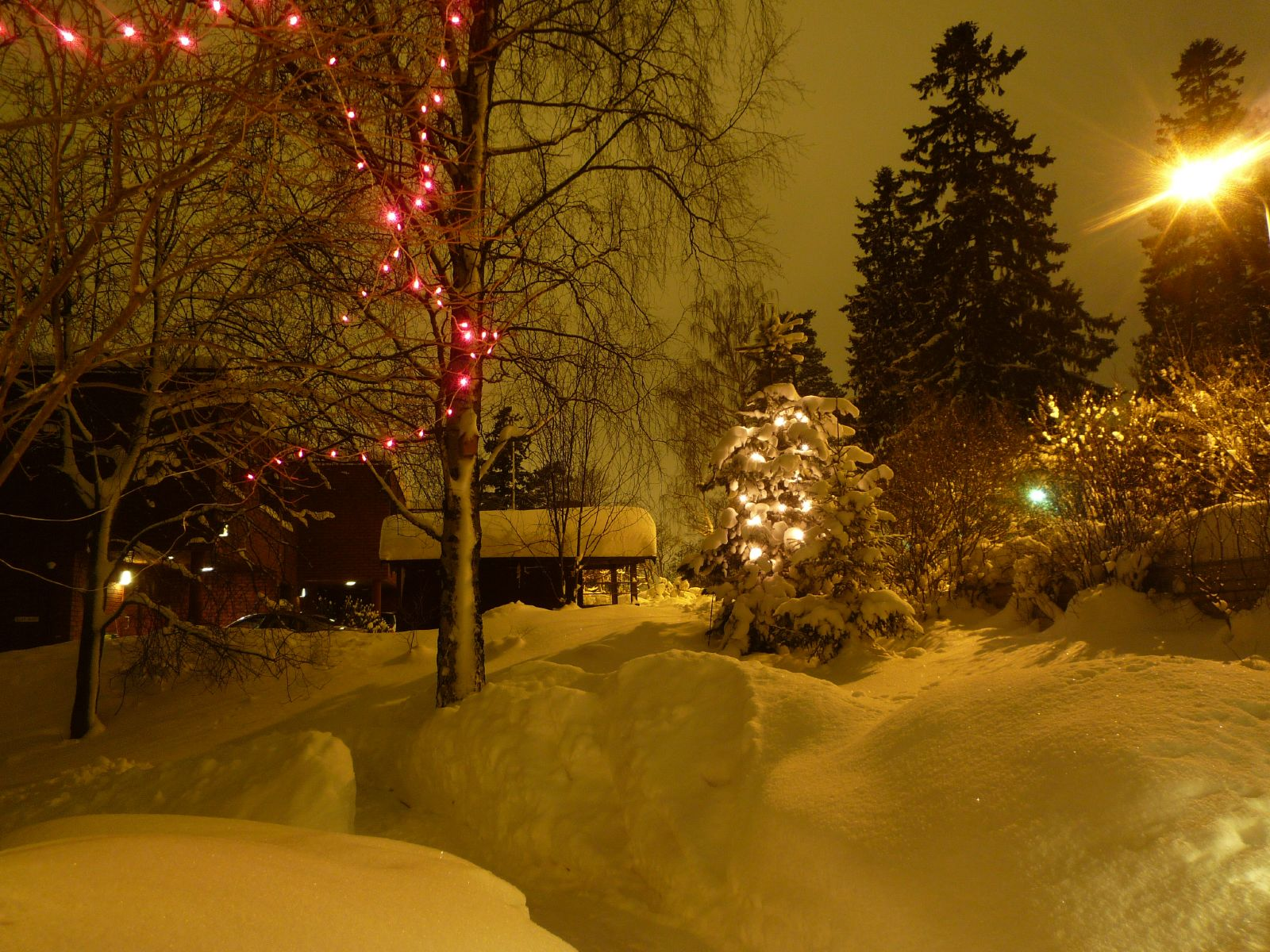
Luci di Natale in un paesaggio innevato della Finlandia
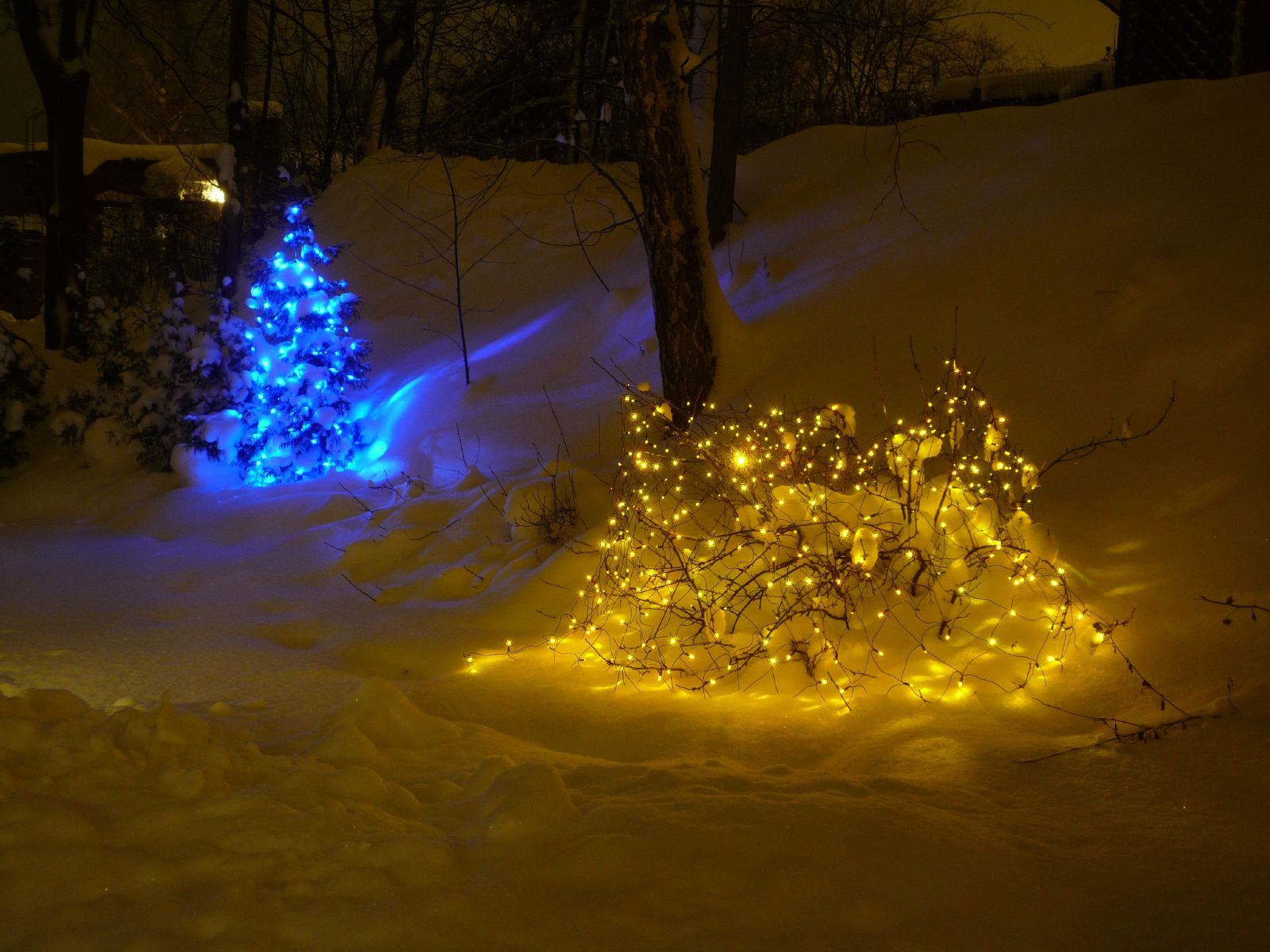
Luci di Natale in un paesaggio innevato della Finlandia
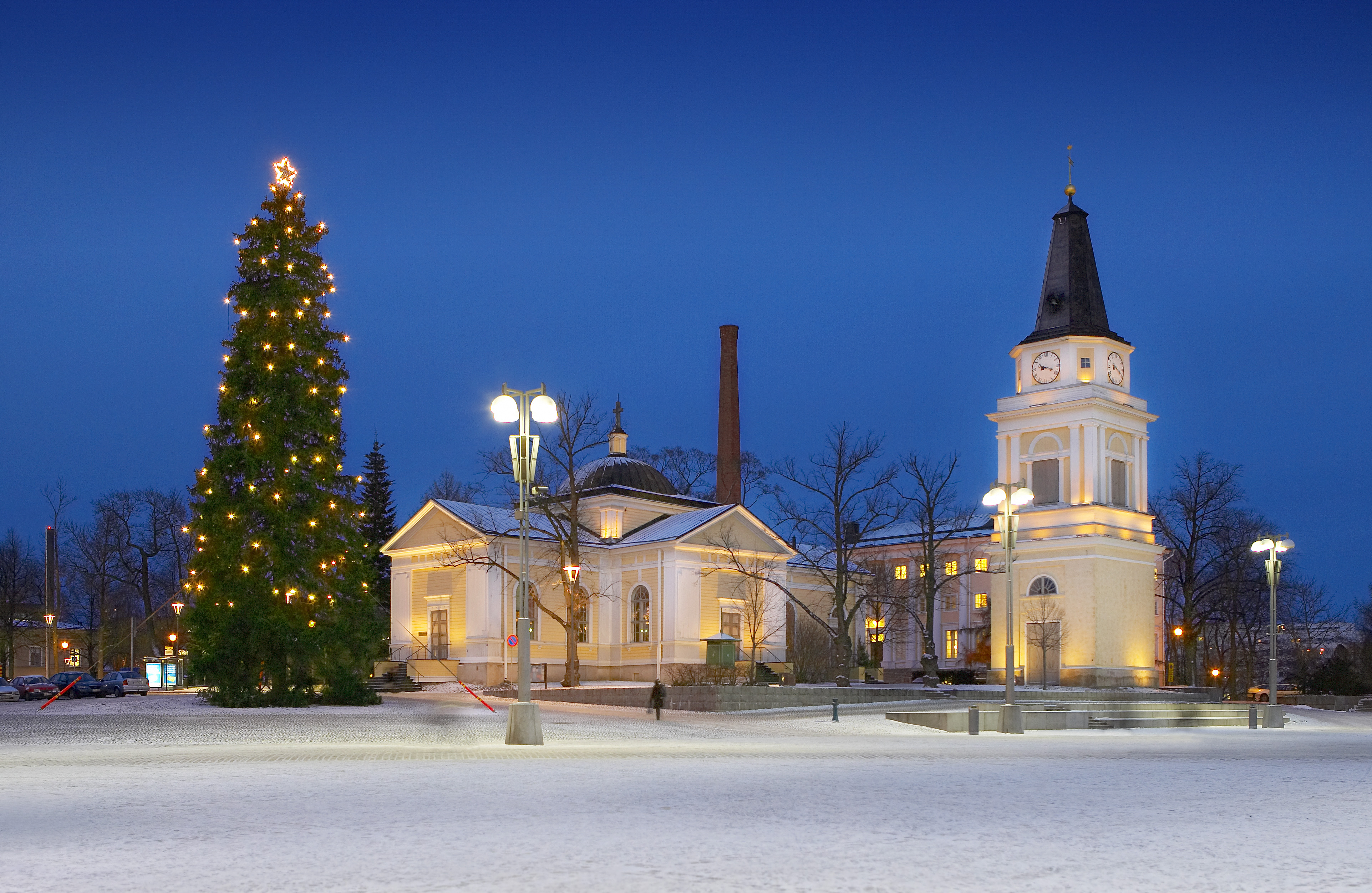
Albero di Natale a Tampere
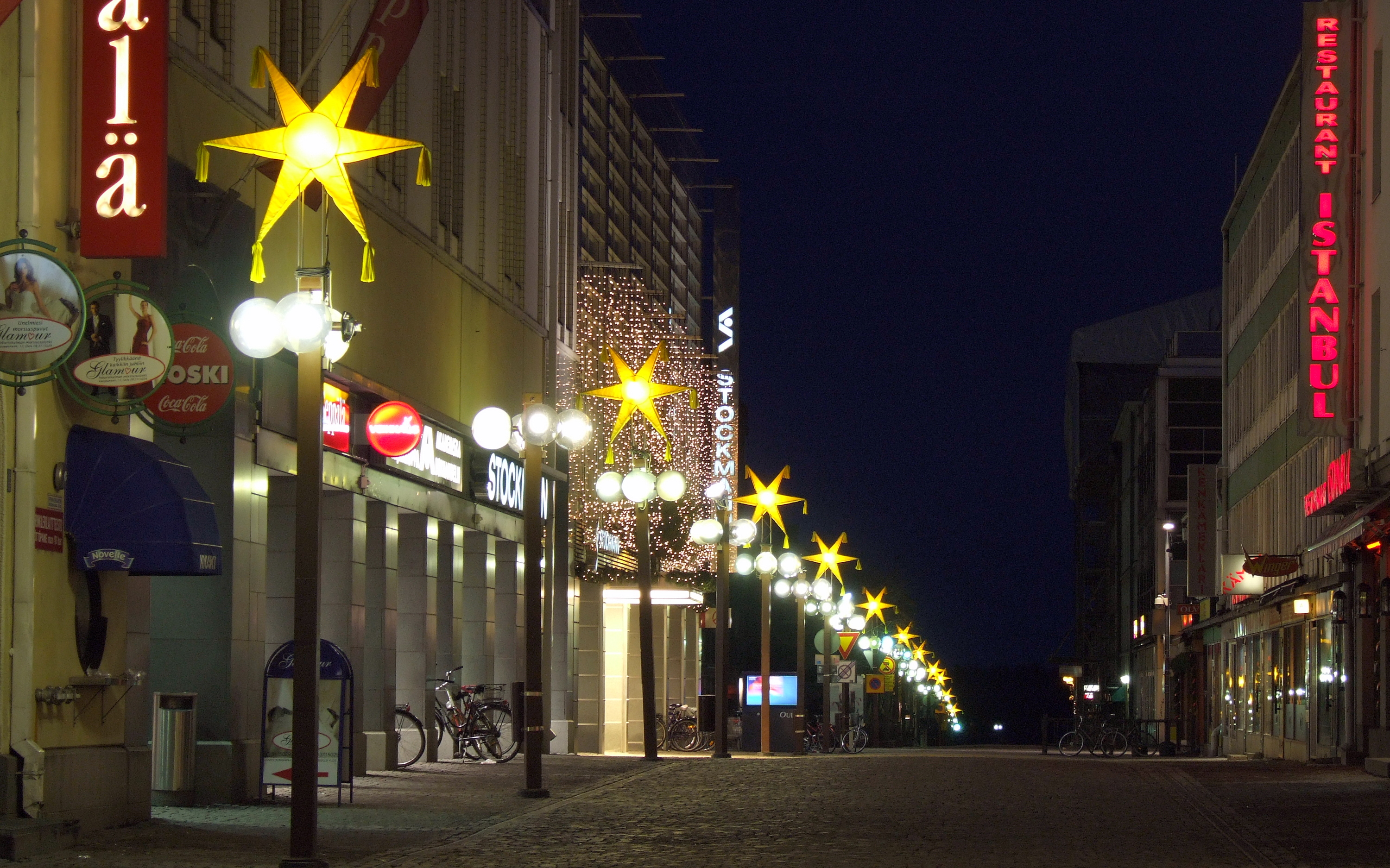
Luci di Natale ad Oulu

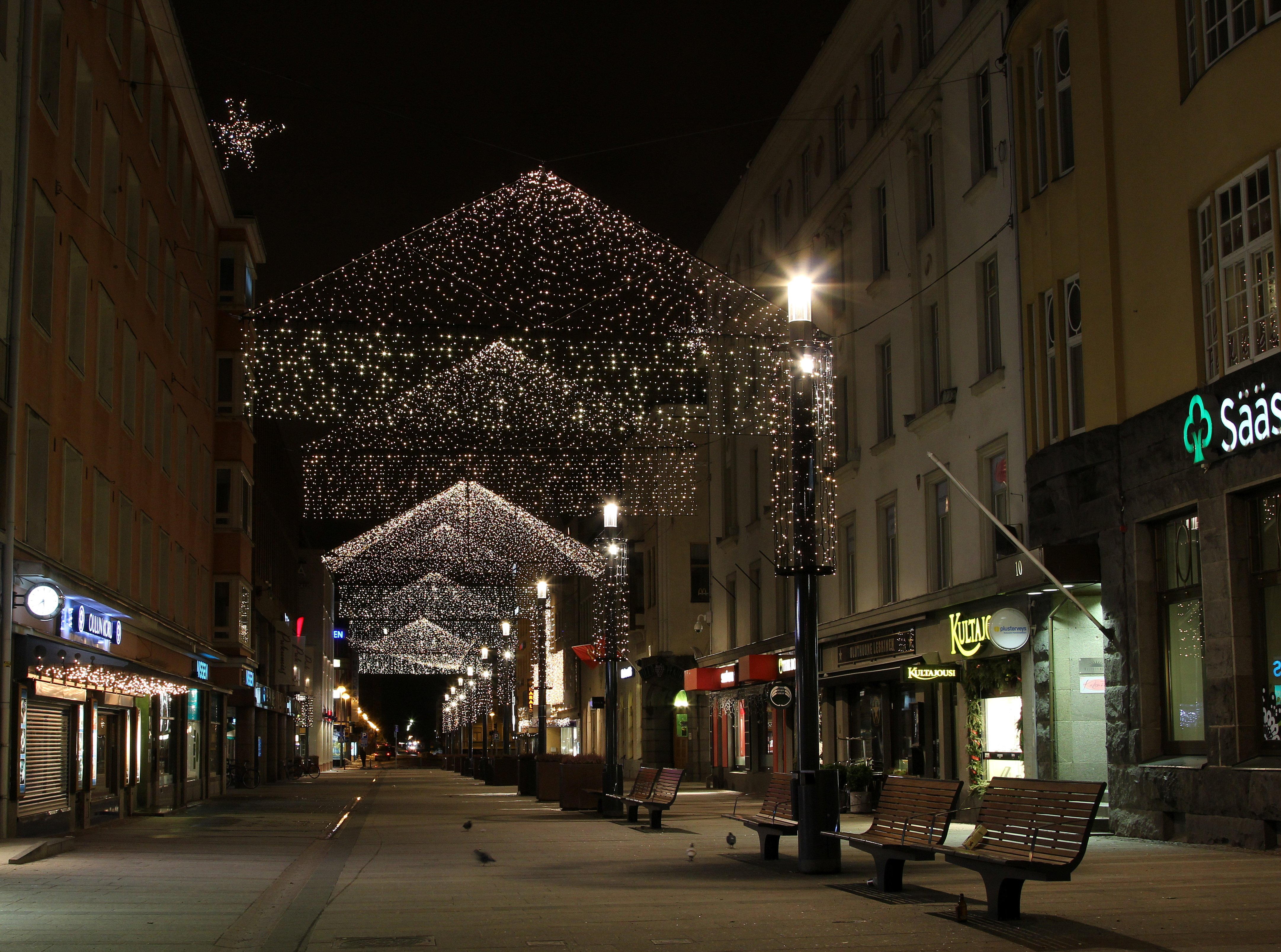
Luci di Natale ad Oulu
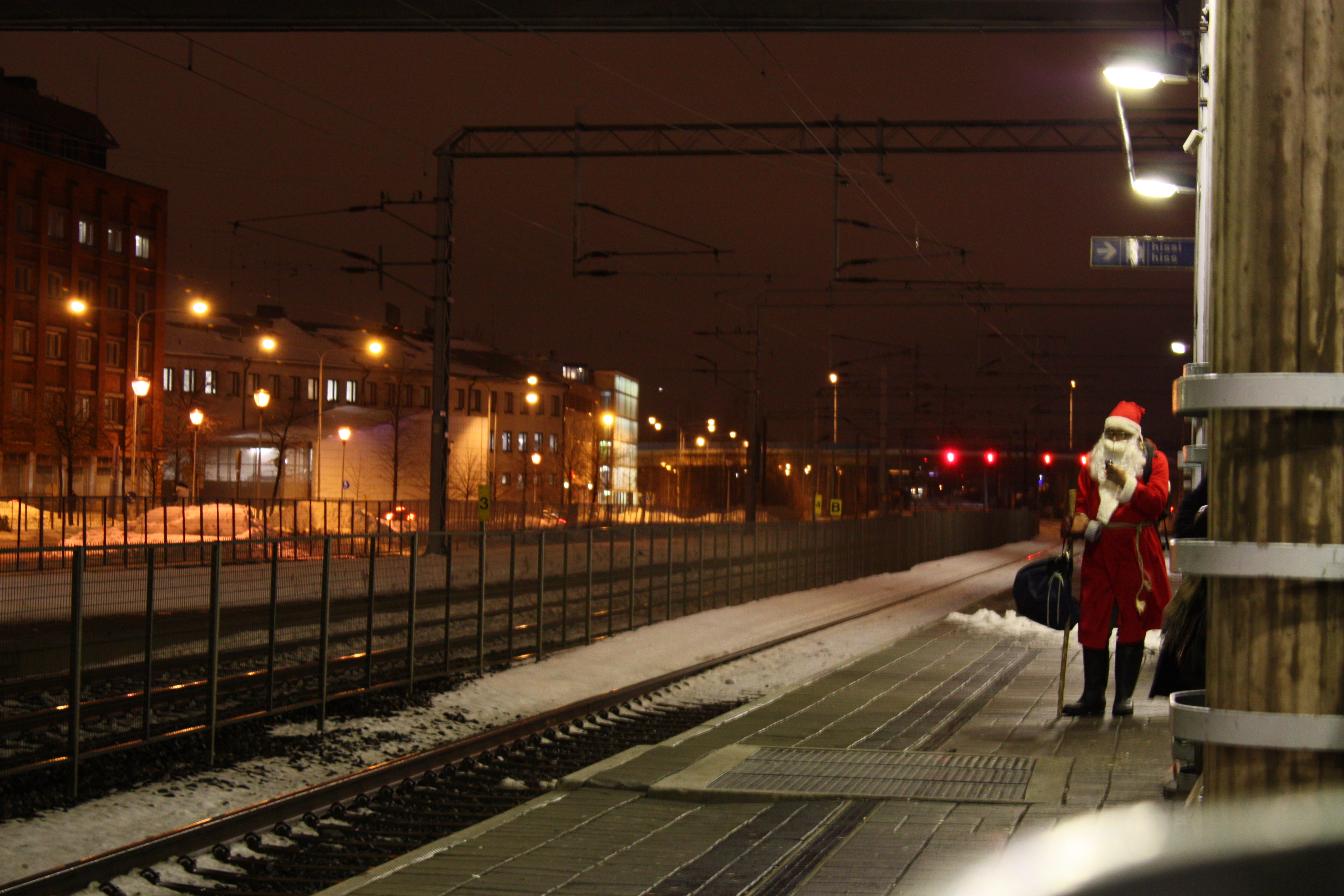
Persona vestita da Babbo Natale a Helsinki
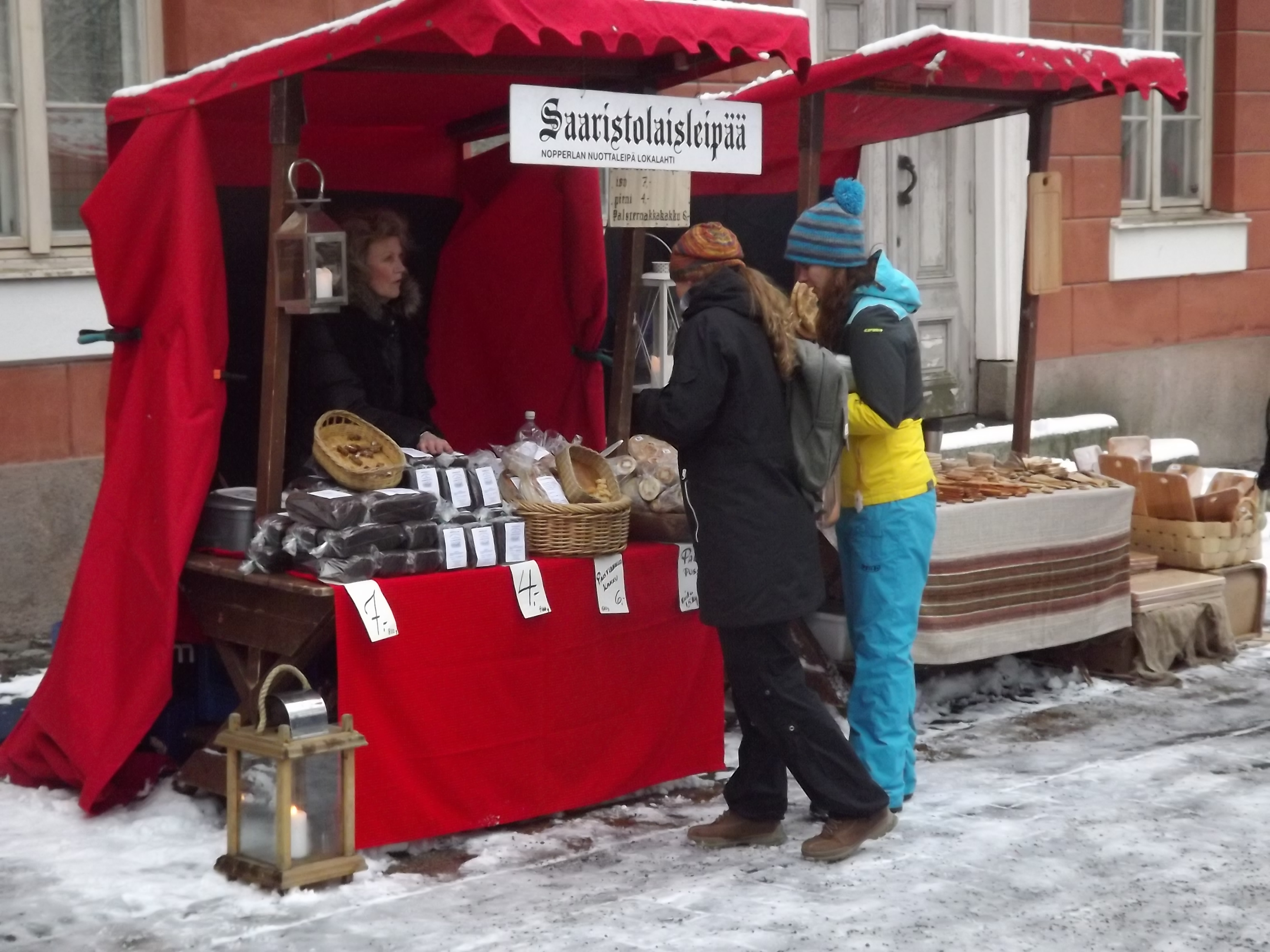
Mercatino natalizio a Turku